# Snows of Darkover
Snows of Darkover este o antologie de povestiri științifico-fantastice (de fantezie științifică) care a fost editată de scriitoarea americană Marion Zimmer Bradley. 
Povestirile fac parte din Seria Darkover care are loc pe planeta fictivă Darkover din sistemul stelar fictiv al unei gigante roșii denumită Cottman. Planeta este dominată de ghețari care acoperă cea mai mare parte a suprafeței sale. Zona locuibilă se află la doar câteva grade nord de ecuator.
Cartea Snows of Darkover a fost publicată pentru prima dată de DAW Books (nr. 949) în aprilie 1994.

## Cuprins
- Introducere, de Marion Zimmer Bradley
- "The Yearbride", de Lee Martindale
- "Cradle of Lies", de Deborah Wheeler
- "Power", de Lynne Armstrong-Jones
- "Upholding Tradition", de Chel Avery
- "The Place Between", de Diana L. Paxson
- "Kadarin Tears", de Patricia Duffy Novak
- "The Awakening", de Roxana Pierson
- "Safe Passage", de Joan Marie Verba
- "Garron’s Gift", de Janet R. Rhodes
- "The Chieri’s Godchild", de Cynthia McQuillin
- "Fire in the Hellers", de Patricia Shaw Mathews
- "A Matter of Perception", de Lena Gore
- "Poetic License", de Mercedes Lackey
- "The Midwinter’s Gifts", de Jane Edgeworth
- "The MacAran Legacy", de Toni Berry
- "The Word of a Hastur", de Marion Zimmer Bradley
- "Matrix Blue", de C. Frances
- "Shards", de Nina Boal
- "Briana's Birthright", de Suzanne Hawkins Burke
- "In the Eye of the Beholder", de Linda Anfuso
- "Transformati", de Alexandra Sarris
- "Amends", de Glenn R. Sixbury
- "A Capella", de Elisabeth Waters